# ۳۲۳ (میلادی)
۳۲۳ (میلادی) سیصد و بیست و سومین سال تقویم میلادی است.

## درگذشتگان
‎